# Gonimbrasia cocaulti
Gonimbrasia cocaulti is een vlinder uit de familie nachtpauwogen (Saturniidae), onderfamilie Saturniinae.
De wetenschappelijke naam van de soort is voor het eerst geldig gepubliceerd door Darge & Terral in 1993.